# Primera iglesia de San José (Madrid)
La primera iglesia de San José fue un templo católico desaparecido en Madrid, enmarcado en el palacio de los Duques de Frías.

## Historia
La iglesia fue construida en 1745 dentro de su palacio por Bernardino Fernández de Velasco, XI duque de Frías. La construcción se realizó en el lugar donde se alzaba un teatro construido por la anterior María Remigia Fernández de Velasco, duquesa consorte de Osuna. Fue dedicada el 19 de diciembre de 1745.
Dos años después, en 1747, se construyó una torre para campanario en un terreno comprado por el duque de Frías a la villa de Madrid. Se le concedió el derecho a usar insignias de parroquias según un breve dado en Roma el 23 de abril de 1748 por Benedicto XIV.

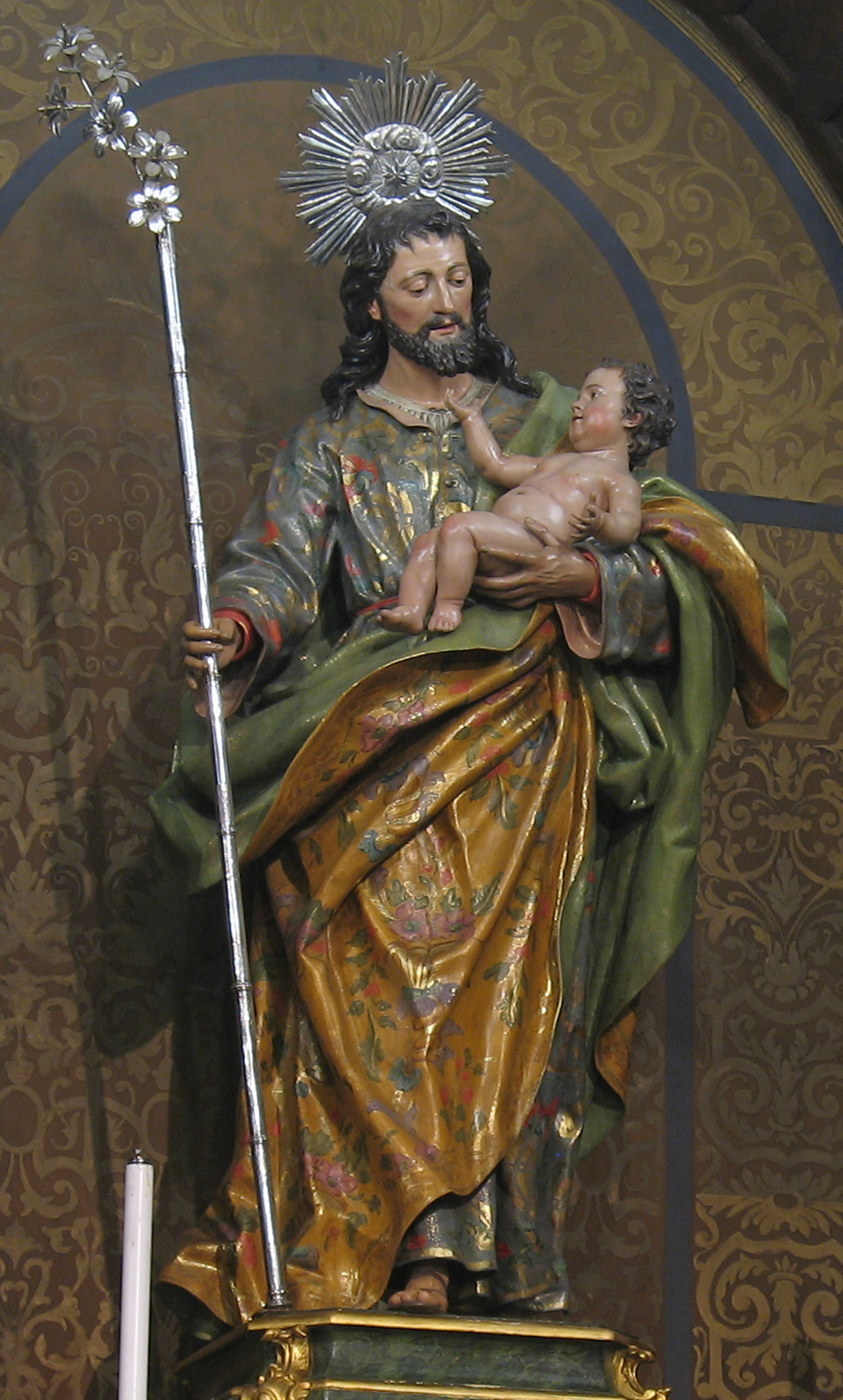
Talla de San José, por Salvador Carmona, que presidía la antigua capilla.

Aunque en un primer momento fue pensada como oratorio público, desde su fundación fue ayuda de la parroquia de San Ginés hasta convertirse finalmente en parroquia propia a principios del siglo XIX. La razón principal era la lejanía del entonces conocido como barrio del Barquillo con la iglesia de San Luis, también ayuda de parroquia de San Ginés. La parroquia de San Ginés contaba con una amplísima jurisdicción y se situaba a gran distancia del barrio del Barquillo.
En esta capilla contrajo matrimonio Simón Bolívar con María Teresa del Toro y Alayza el 26 de mayo de 1802.
Su condición de parroquia pasaría primero a la iglesia del Hospital de los Flamencos y después, en 1836, a la iglesia del convento de San Hermenegildo, donde se conserva en la actualidad.

## Descripción
El templo era de una sola nave dispuesto en paralelo a la calle de Luis de Góngora. Contaba con una torre que servía de campanario.
La capilla estaba presidida por una talla de San José de Luis Salvador Carmona, hoy conservada en la actual iglesia de San José.